# Sixto Ríos García
Sixto Ríos García   (Pelahustán, 4 de gener de 1913 - Madrid, 8 de juliol de 2008), va ser un matemàtic espanyol, conegut com el pare de l'estadística espanyola i acadèmic de la Reial Acadèmia de Ciències Exactes, Físiques i Naturals. Pare del també matemàtic David Ríos Insua.

## Biografia
Fill de D. José María Ríos Moreiro i Sra. María Cristina García Martín, va ser deixeble dels seus propis pares, els qui eren mestres de professió. Quan la família sol·licita trasllat a Madrid, estudia en el Col·legi San Mauricio i a l'Institut San Isidro de Madrid, destacant sempre per ser el número u de la seva promoció.
El 1932 va obtenir el títol de Llicenciat en Ciències Exactes per la Universitat Central de Madrid, amb la qualificació d'Excel·lent i Premi Extraordinari para, seguidament, aconseguir el de Doctor en Ciències Matemàtiques. Va ser deixeble de Julio Rey Pastor al Laboratori i Seminari Matemàtic (LSM). Va ser catedràtic d'Anàlisi Matemàtica a les Universitats de València, Valladolid i Madrid, a més de Dr. Enginyer Geògraf i Professor a l'Escola d'Enginyers Aeronàutics i en la Facultat de Ciències Econòmiques.
Va ostentar els càrrecs de Director de l'Escola d'Estadística de la Universitat de Madrid, Director de l'Institut de Recerca Operativa i Estadístiques del C.S.I.C., Director del Departament d'Estadística de la Facultat de Ciències Matemàtiques de la Universitat Complutense i President de la Societat Espanyola de Recerca Operativa, Estadística i Informàtica. Va ser acadèmic corresponent de la Acadèmia Nacional de Ciències de Buenos Aires, i organitzador i fundador, per encàrrec de la Unesco, de l'Escola d'Estadística de la Universitat de Caracas. Va ser membre del comitè de redacció de Statistical Abstracts i membre de nombre de l'International Statistical Institute i de l'Institute of Mathematical Statistics.
Va dirigir treballs de recerca i de tesis de 16 catedràtics d'universitats, i d'alguns directors en centres estadístics d'Hispanoamèrica. Va realitzar recerques d'aplicació en la indústria espanyola i va formar una Escola de Recerca Operativa. Va impartir conferències en universitats de tot el món i va presentar comunicacions en congressos internacionals i publicacions en revistes de màxim nivell internacional, i va contribuir a crear i dirigir centres d'estudis i recerca, com l'Escola d'Estadística de la Universitat de Madrid, l'Institut de Recerca Operativa i Estadística del C.S.I.C. i la seva revista Treballs de recerca Operativa i Estadística, l'Escola d'Estadística de la Universitat Central de Veneçuela o el Departament d'Estadística i Recerca Operativa de la Facultat de Ciències, amb cursos internacionals patrocinats per l'Organització d'Estats Americans (OEA) i per la Unesco.

## Publicacions
És autor, entre publicacions i monografies, de més de 200 obres de recerca, dedicades a anàlisi matemàtica, probabilitats i estadística i recerca operativa, entre les quals destaquen: Métodos Estadísticos (Ediciones del Castillo, S.A., 1967), valioso, casi un manual su Matemáticas especiales (Madrid: Paraninfo, 1972) , Matemática Aplicada (Madrid: Paraninfo, 1980) i Procesos de decisión multicriterio (Madrid: Eudema, 1990).

## Premis i reconeixements
Va rebre el reconeixement d'autors i revistes estrangeres. Va rebre el Premi Nacional de Recerca Matemàtica el 1979. Va ser Acadèmic Numerari de la Reial Acadèmia de Ciències Exactes, Físiques i Naturals des de 1961 fins a la seva mort, i Doctor Honoris causa per les Universitats de Oviedo (2000) i de Sevilla (2001).
La seva encomiable trajectòria professional, d'àmplia projecció social, li va valer ser reconegut com el Pare de l'Estadística a Espanya.